# くればいいのに
「くればいいのに」は、日本のラッパー・KREVAの楽曲である。この楽曲は2007年にKREVAのソロとしてのキャリア3作目のスタジオ・アルバムとなる『よろしくお願いします』からの先行シングルとしてリリースされた。日本のロックバンド・スピッツの草野マサムネをゲストボーカルに迎えている。

## 背景
2007年5月、渋谷センター街ボードに「KREVA×?＝なんかすごい新曲」という広告を発表。5月25日、?部分にSPITZ・草野マサムネとのコラボレーションを発表した。
2人のコラボレーションのきっかけは、2005年にKREVAがヒップホップMCとして初めて出演した「ロックロックこんにちは!」で、翌2006年にもKREVAが出演したことから交流が始まり、その後KREVAが草野マサムネにオファーを出しコラボレーションが実現した。

## 批評家の評価
「くればいいのに」は複数の批評家から肯定的評価を得ている。Vibe-net.comの批評家である成瀬雅俊は、「草野マサムネが歌うサビの歌詞とKREVAの創るメロディが見事な調和を魅せ、そこに切なさ満点の草野マサムネの声がその調和をより流麗なものにしている。」とコメントし、更に「スピッツの曲、例えば「楓」や「愛のことば」で描かれている"終わらない切なさ"が確かにここにはある。そしてこの"終わらない切なさ"はサビのみならず全体にも漂っている。」と付け加えた。CDジャーナルは「どうしても会いたい。いますぐに会いに行けないから、あなたが会いに来ればいいのに――そんな切ない情感を、オーガニックなグルーヴと美しく繊細なメロディがくっきりと描き出す。」とコメントした。AWAは「切ない気持ちを綴ったリリックが心にぐっと突き刺さるKREVAのラップと、草野マサムネのじんわりと心に響く歌声との対比も素晴らしい、絶妙な融合をみせる1曲。」だとコメントした。

## チャート成績
「くればいいのに」は、楽曲のリリース後オリコン週間シングルチャートに初登場4位でチャートインした。これにより、KREVAはこれまで自身の持つ『スタート』での最高位6位を2位更新し、シングルチャート自己最高位を記録した。

## ライブ・パフォーマンス
2007年7月16日に行われたap bank fes '07では、この楽曲を桜井和寿とともにパフォーマンスした。この時桜井は草野のパートを歌った。また2007年8月21日に行われたライブ「スピッツ20周年祭り」で、初めて2人で歌う「くればいいのに」が披露された。

## 収録曲
| 全作曲: KREVA。 |                                                                    |                |            |      |
| #               | タイトル                                                           | 作詞           | 作曲・編曲 | 時間 |
| 1.              | 「くればいいのに feat.草野マサムネ from SPITZ」(Single Edit)       | KREVA 草野正宗 | KREVA      | 5:03 |
| 2.              | 「くればいいのに feat.草野マサムネ from SPITZ」(Single Edit Inst.) |                | KREVA      | 5:03 |
| 3.              | 「JUMP ON IT」                                                     | KREVA          | KREVA      | 3:44 |
| 合計時間:       | 合計時間:                                                          | 合計時間:      | 13:50      |      |

## 演奏
- KREVA：All Tracks
- 草野マサムネ：Vocal, Acoustic Guitar (#1)
- 杉本哲哉：Acoustic Guitar, Recording, Mixing